# Drongo-de-raquetes-pequeno
Drongo-de-raquetes-pequeno (Nome científico: Dicrurus remifer) é uma espécie de ave da família Dicruridae. Pode ser encontrada nos seguintes países: Bangladesh, Butão, Camboja, China, Índia, Indonésia, Laos, Malásia, Myanmar, Nepal, Tailândia e Vietname. Os seus habitats naturais são: regiões subtropicais ou tropicais húmidas de alta altitude.